# Canas de Santa Maria
Canas de Santa Maria es una freguesia portuguesa situada en el municipio de Tondela. Según el censo de 2021, tiene una población de 1607 habitantes.